# Catherine East
Catherine Shipe East (15 mai 1916 - 17 août 1996) est une féministe américaine appelée « la sage-femme du mouvement des femmes ». Elle a été une des cofondatrices de la National Organization for Women  (NOW) et a occupé plusieurs postes importants dans le gouvernement fédéral tout au long de sa carrière.

## Biographie

### Jeunesse et formation
Catherine Shipe East est née le 15 mai 1916 à Barboursville, dans la Virginie-Occidentale de Bertha Woody et Ulysses Grant Shipe. Considérant l'enseignement de sa seule option à l'époque, elle est acceptée par la Marshall University – South Charleston Campus (en), pour suivre des cours de sciences de l'éducation.Elle a obtenu son Bachelor of Arts (licence) en 1943.

### Carrière
Catherine Shipe East a commencé sa carrière en tant qu'examinatrice junior de la fonction publique auprès de la United States Civil Service Commission (en) en 1939. Elle a progressé pour devenir chef de la division des services de carrière avant de travailler pour le département du Travail des États-Unis en 1963. Elle a été conseillère technique de la Presidential Commission on the Status of Women (en) et a participé à la recherche et à la rédaction du rapport de la commission, American Women, publié en 1963. À la suite de la publication de ce rapport, le président John F. Kennedy a créé le Interdepartmental Committee on the Status of Women (en) et le Conseil consultatif des citoyens sur la condition de la femme, nommant East pour servir de secrétaire exécutive pour les deux groupes,.
Catherine Shipe East  est une des cofondatrices de la National Organization for Women (NOW) avec Betty Friedan, Gene Boyer, Kathryn F. Clarenbach (en) Mary Eastwood (en),Phineas Indritz (en), Inez Casiano, Aileen Hernandez, Caruthers Berger,etc.

### Vie privée
Elle a épousé Charles East en 1937, dont elle a ensuite divorcé; ils ont eu deux filles. En 1939, il est engagé comme fonctionnaire par l'United States Civil Service Commission (en)
Elle est décédée des suites d'un infarctus le 17 août 1996 à Ithaca, dans l'État de New York,.

## Archives
Les archives de Catherine Shipe East sont déposées et consultables auprès de la bibliothèque Schlesinger  de l'Institut Radcliffe pour les études avancées de l'université Harvard.

## Prix et distinctions
Elle a reçu de nombreux prix, dont le prix Elizabeth Boyer de WEAL en 1983 pour sa «contribution exceptionnelle à l'avancement des femmes» et la médaille d'honneur des vétérans féministes d'Amérique en 1993.  
1994 : cérémonie d'admission au National Women's Hall of Fame . 